# 장당거
장당거(張當居, ? ~ ?)는 전한 중기의 관료이다. 아버지 장상(張尙)은 초나라의 승상이었는데, 오초칠국의 난 당시 초왕의 동참을 반대하였다가 주살되었다.

## 행적
경제 중2년(기원전 148년), 아버지의 공적으로 산양후(山陽侯)에 봉해지고 식읍 1,114호를 받았다.
원삭 5년(기원전 124년)에 태상에 임명되었으나, 박사(博士)의 제자를 뽑을 때 비리를 저질러 면직되고 작위를 빼앗겼다.

## 출전
- 사마천 《사기》 권19 혜경간후자연표
- 반고, 《한서》권19하 백관공경표 下

| 전임 공장 | 전한의 태상 기원전 124년 | 후임 주평 |

| 선대 (첫 봉건) | 전한의 산양후 기원전 148년 4월 을사일 ~ 기원전 124년 | 후대 (봉국 폐지) |